# Campanularia indopacifica
Campanularia indopacifica is een hydroïdpoliep uit de familie Campanulariidae. De poliep komt uit het geslacht Campanularia. Campanularia indopacifica werd in 1919 voor het eerst wetenschappelijk beschreven door Stechow. 